# 千河镇
千河镇，是中华人民共和国陕西省宝鸡市陈仓区下辖的一个乡镇级行政单位。

## 行政区划
千河镇下辖以下地区：
司家崖村、墓子头村、张家崖村、杨家沟村、俱刘村、冯家咀村、陈家崖村、魏家崖村、黄贺村、寨子村、产东村、产西村、李家堡村、底店村、北坡村、高南村、田胥崖村、肖村、王家崖村和三星村。